# Tatejama (Csiba)
Tatejama (館山市; Hepburn: Tateyama) város Japán Csiba prefektúrájában. Csiba városától 70 km-re, Tokiótól 100 km-re fekszik. Területe 110 km², népessége 2019 júniusában 45 432 fő volt.

## Népesség
| Lakosok száma | 49 290 | 47 464 | 44 692 |
|               | 2010   | 2015   | 2021   |

## Híres tatejamaiak
- Yoshiki, zenész, zeneszerző
- Toshi, énekes, zenész
- Ozava Rjóta, színész
- Szagava Tecuró, szinkronszínész

## Galéria

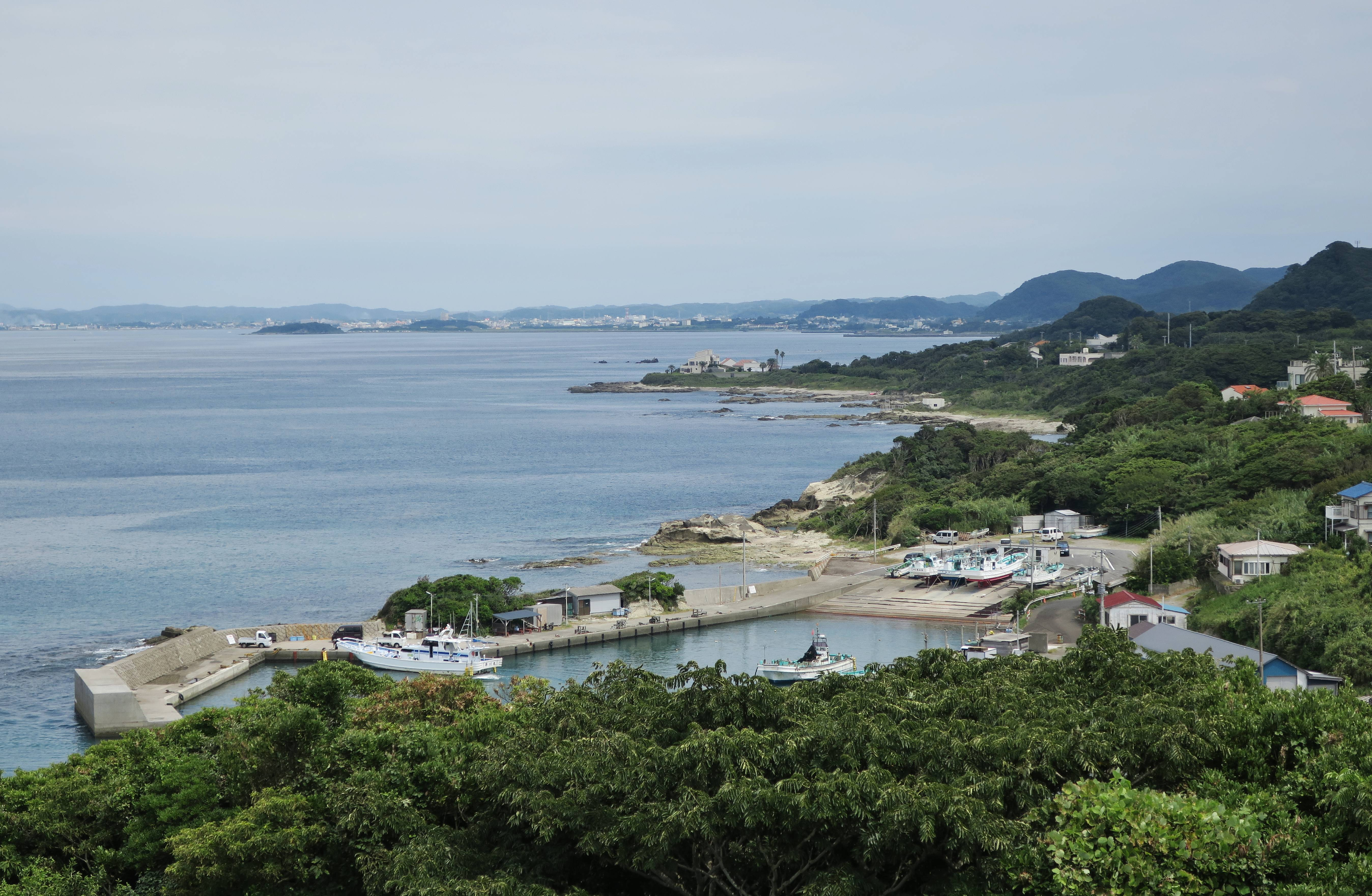
kikötő
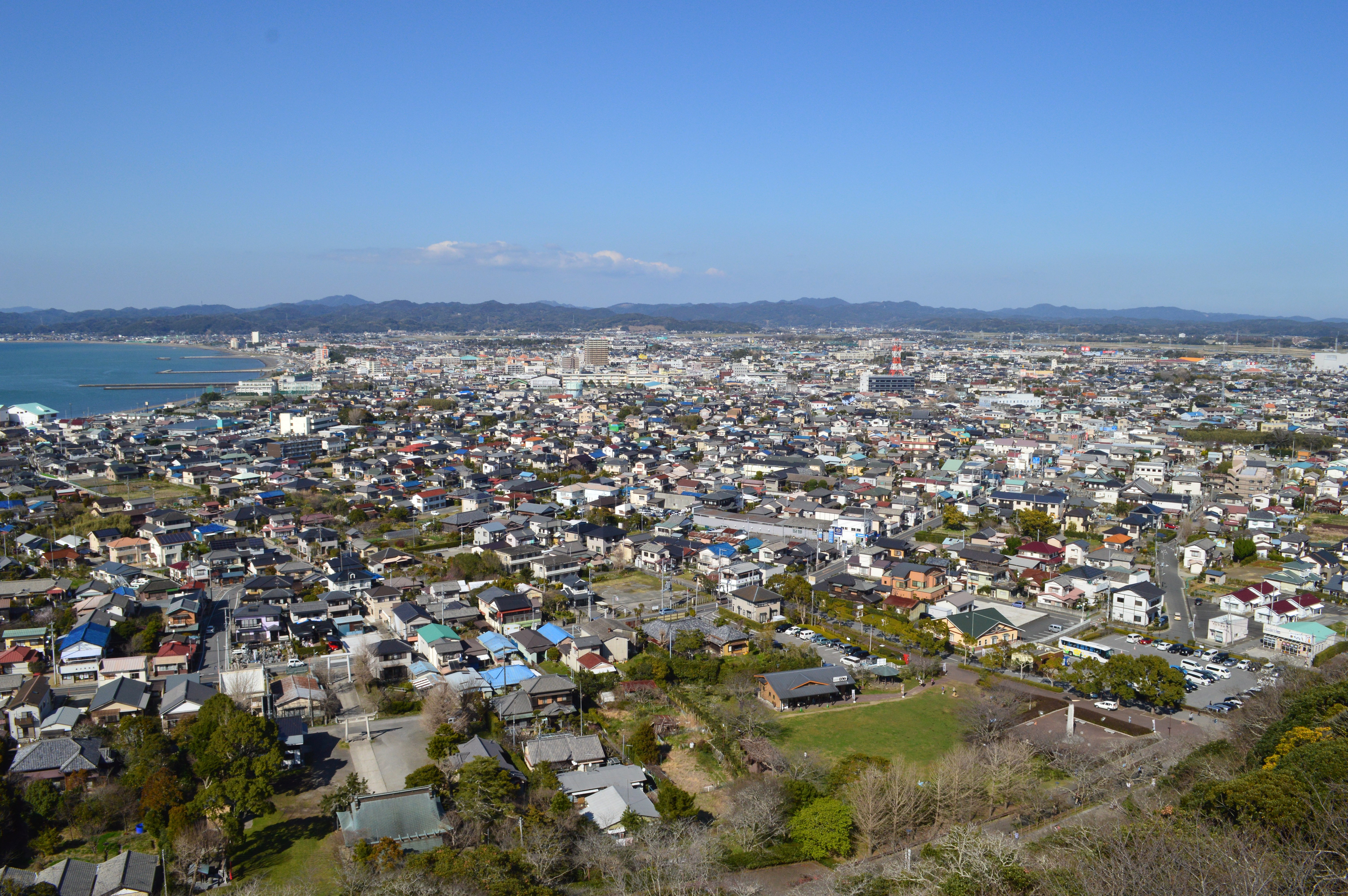
városkép
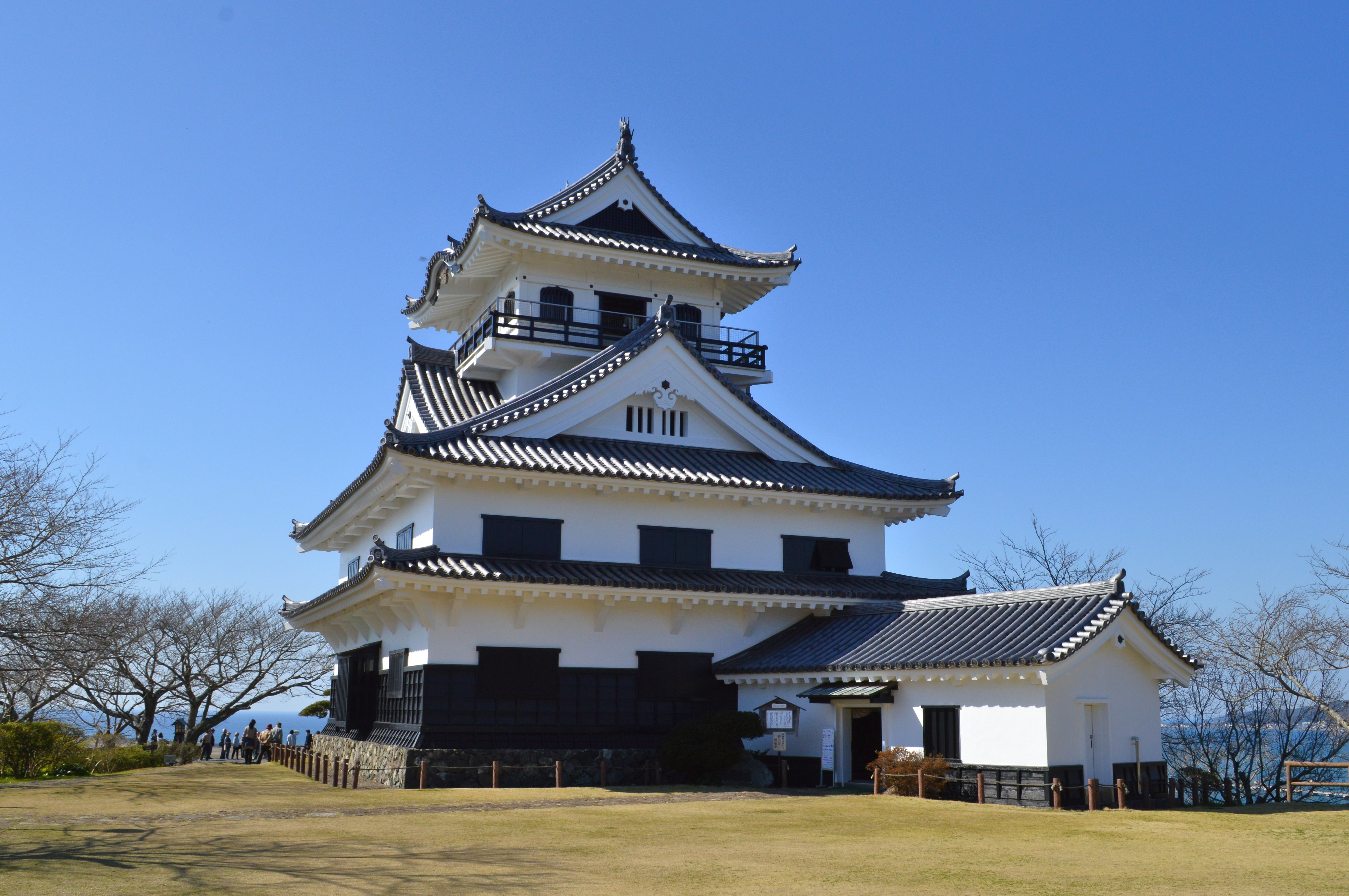
A tatejamai várkastély
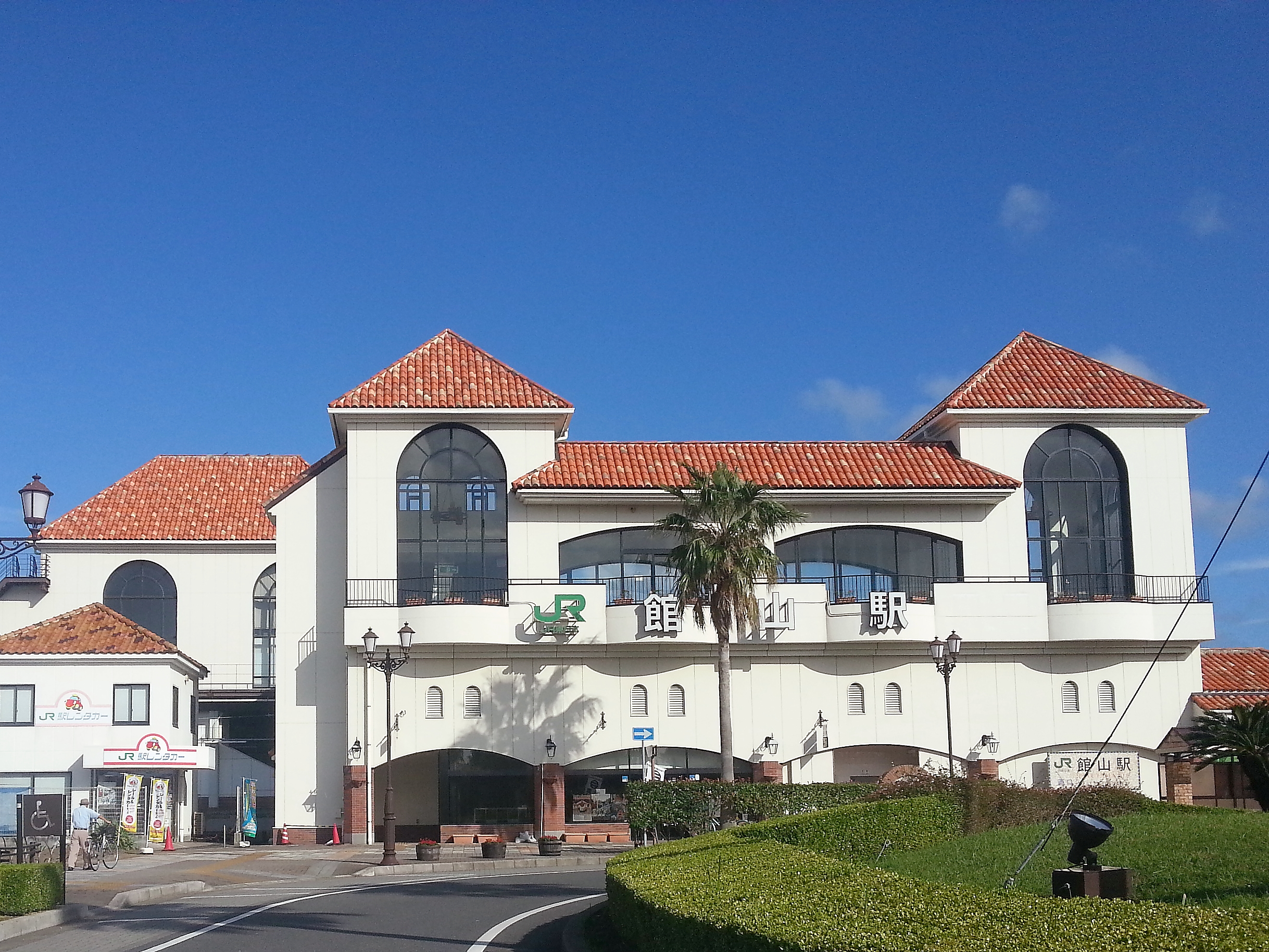
vasútállomás
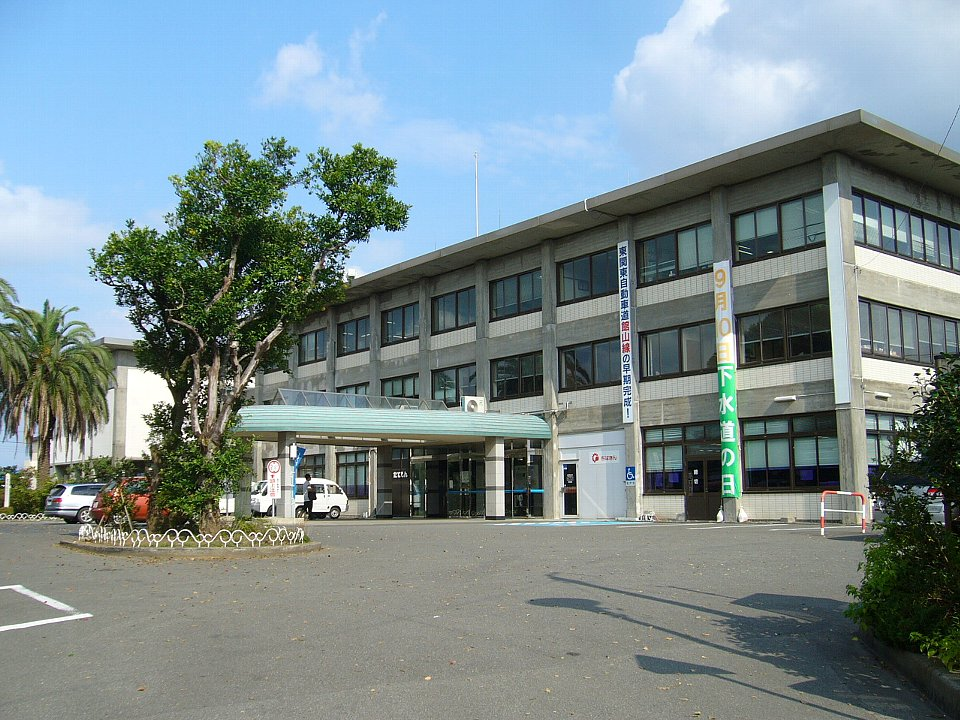
városháza